# Olivbürzelspecht
Der Olivbürzelspecht (Celeus undatus) ist eine Vogelart aus der Familie der Spechte (Picidae). Dieser kleine und insgesamt überwiegend dunkel rotbraune Specht hat ein relativ kleines Verbreitungsgebiet im Nordosten des tropischen Südamerikas. Die Art bewohnt überwiegend den dichten Regenwald, gelegentlich wird sie auch in offeneren Habitaten wie Savannen im Bereich von Waldsäumen und in der Nähe von Flüssen beobachtet. Die überwiegend in den Baumkronen gesuchte Nahrung besteht im Wesentlichen aus Ameisen und Termiten, gelegentlich fressen Olivbürzelspechte auch Samen.
Die Art gilt als wenig häufig und der Weltbestand ist vermutlich rückläufig. Der Olivbürzelspecht wird von der IUCN aufgrund der Größe des Verbreitungsgebietes und des wahrscheinlich immer noch großen Bestandes aber noch als ungefährdet („least concern“) eingestuft.

## Beschreibung
Olivbürzelspechte sind kleine Spechte mit einer deutlichen Haube. Der Schnabel ist recht kurz, fast punktförmig zugespitzt, am First nach unten gebogen und an der Basis relativ schmal. Die Körperlänge beträgt etwa 23–24 cm, das Gewicht 58–73 g. Diese Spechte sind damit etwa so groß wie ein Buntspecht, aber etwas leichter als dieser. Die Art zeigt hinsichtlich der Färbung einen recht deutlichen Geschlechtsdimorphismus.
Bei Männchen der Nominatform C. u. undatus ist fast die gesamte Oberseite einschließlich Schulterfedern, Oberflügeldecken und Schirmfedern auf rötlich kastanienbraunem Grund breit schwarz gebändert. Der Bürzel ist dabei etwas heller oder gelblicher. Die Schwingen sind schwarz mit zimtrotbrauner Bänderung. Die Steuerfedern sind oberseits schwarz mit rotbraunen Binden, die individuell variabel von der Basis mehr oder weniger weit bis zur Spitze reichen.
Die gesamte Unterseite des Rumpfes ist ebenfalls rötlich braun, zum Unterbauch hin gelbbeige verblassend. Die Brust ist auf diesem Grund sehr breit wellenförmig schwarz gebändert. Gelegentlich sind die Brustfedern völlig schwarz mit schmalen hellen Säumen, im abgetragenen Kleid ist die Brust durch Verschleiß dieser Säume dann völlig schwarz. Zum Bauch und zu den Flanken hin wird die schwarze Bänderung schmaler und regelmäßiger. Die Unterflügel sind zimtfarben, die Schwingenbasen schwarz gebändert. Der Unterschwanz ist etwa wie der Oberschwanz gefärbt, aber fahler und zeigt manchmal einen Gelbton.
Der gesamte Kopf mit Ausnahme von Bartstreif und Wangen ist hell rötlich kastanienbraun, Oberkopf und Haube sind manchmal etwas heller. Der Oberkopf kann ungezeichnet oder schwarz gebändert sein, die hinteren Ohrdecken und die Halsseiten sind fein dunkel gefleckt oder gebändert. Die Wangen und der Bartstreif sind rot, die Rotfärbung reicht knapp bis auf die vorderen Ohrdecken. Kinn und Kehle sind auf zimtbeigem Grund schwarz gefleckt oder gebändert.
Der Schnabel ist fahlgelb bis gelbgrün. Beine und Zehen sind grüngrau. Die Iris ist rotbraun bis rot.
Weibchen fehlen die roten Partien an den Kopfseiten, diese Bereiche sind wie der übrige Kopf rötlich kastanienbraun.

## Lautäußerungen
Der häufigste Ruf ist ein lautes „wit-koa“. Weiterhin wurde ein sanftes, flüsterndes, in der Tonhöhe ansteigendes „kowahair“ beschrieben. Beide Geschlechter trommeln.

## Verbreitung und Lebensraum

Verbreitungsgebiet

Dieser Specht hat ein relativ kleines Verbreitungsgebiet im Nordosten des tropischen Südamerika. Das Areal reicht vom Osten Venezuelas über die Guayanas nach Süden bis zum mittleren und unteren Rio Negro in Brasilien und nach Süden über den Amazonas hinaus bis zum unteren Tocantin und in den Osten der Provinz Pará. Die Größe des Gesamtverbreitungsgebietes wird auf 1,59 Mio. km² geschätzt.
Die Art bewohnt überwiegend den dichten Regenwald, gelegentlich wird sie auch in offeneren Habitaten wie Savannen im Bereich von Waldsäumen und in der Nähe von Flüssen beobachtet. Olivbürzelspechte sind weitgehend auf das Flachland beschränkt und kommen bis in Höhen von 500 m vor.

## Systematik
Der Olivbürzelspecht bildet nach Winkler et al. eine Superspezies mit dem Gelbflankenspecht (Celeus grammicus). Winkler et al. erkennen drei Unterarten an:
- Celeus u. undatus (Linnaeus, 1766) – Osten Venezuelas, die Guayanas und Nordosten Brasiliens. Die Nominatform ist oben beschrieben.
- Celeus u. amacurensis  Phelps & W. H. Phelps Jr., 1950 – Bundesstaat Delta Amacuro im Nordosten Venezuelas. Dunkler, mehr kastanienbraun als Nominatform, Kopf nicht heller als übrige Oberseite, Oberkopf ungezeichnet, Bürzel mehr zimtfarben rotbraun ohne gelb.
- Celeus u. multifasciatus  (Natterer & Malherbe, 1845) – Östlich des Flusses Tocantin in der brasilianischen Provinz Pará. Etwas größer als die beiden anderen Unterarten, aber Schwanz proportional kürzer. Grundfarbe heller, mehr beige, Oberkopf, Ohrdecken und Kehle gestrichelt, nicht gebändert, schwarze Brustzeichnung weniger kräftig. Schnabel schwärzlich, Unterschnabel heller.

## Lebensweise
Zur Lebensweise der Art liegen nur wenige Angaben vor. Die überwiegend in den Baumkronen gesuchte Nahrung besteht überwiegend aus Ameisen und Termiten, gelegentlich fressen Olivbürzelspechte auch Samen. Die Fortpflanzung erfolgt in den Guayanas von Ende Mai bis August, im Südosten des Verbreitungsgebietes möglicherweise in der ersten Hälfte dieses Zeitraums. Die Bruthöhlen werden in lebenden und toten Bäumen in 4–30 m Höhe angelegt. Weitere Angaben zur Brutbiologie gibt es bisher nicht.

## Bestand und Gefährdung
Schätzungen zur Größe des Weltbestandes liegen bisher nicht vor. Die Art gilt als wenig häufig, und der Weltbestand ist vermutlich rückläufig. Der Olivbürzelspecht wird von der IUCN aufgrund der Größe des Verbreitungsgebietes und des wahrscheinlich immer noch großen Bestandes aber noch als ungefährdet („least concern“) eingestuft.